# Jesús de Tavarangue

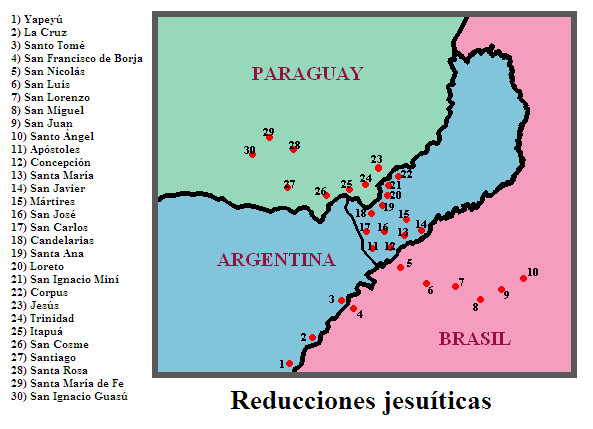
Jesús de Tavarangue, aangeduid kortweg als Jesús (23) als een van de reducties van de Jezuïeten

Jesús de Tavarangue is een voormalige reductie van de Jezuïeten uit 1760 gelegen in Itapúa, in het uiterste zuiden van Paraguay. Jesús de Tavarangue, opgericht in 1685, maar verplaatst naar de huidige locatie in 1760 was zo de laatste reductie die door de orde in dit gebied van Zuid-Paraguay en Noord-Argentinië werd opgericht. De missie werd verlaten toen de Jezuïeten in 1767 als een van de gevolgen van het verdrag van Madrid uit 1750 uit de Spaanse kolonies werden verdreven. Op dat moment was de infrastructuur van deze missie eigenlijk nog niet volledig afgewerkt.
In 1993 tijdens de 17e sessie van de Commissie voor het Werelderfgoed werd de missie samen met de missie van La Santísima Trinidad de Paraná als eerste en tot heden enige werelderfgoedsite van Paraguay toegevoegd aan de werelderfgoedlijst van UNESCO.